# Adam Witek
Adam Witek (ur. 17 listopada 1928 w Bulowicach, zm. 26 marca 2013 w Strzelcach Opolskich) – polski pilot szybowcowy, pierwszy polski szybowcowy mistrz świata.

## Życiorys
Szkołę podstawową i średnią ukończył w obecnej Bielsku-Białej (przed połączeniem miast), uzyskując maturę w 1948 r. Rozpoczął studia w Wyższej Szkole Ekonomicznej we Wrocławiu.Podstawowe szkolenie szybowcowe odbył w 1946 r. w Goleszowie. W 1949 r. uzyskał Srebrną Odznakę Szybowcową, w 1951 r. Złotą, a w 1958 r. Diamentową Odznakę Szybowcową (nr 95 na świecie). W czasie studiów podjął pracę w Aeroklubie Wrocławskim jako instruktor szybowcowy. W latach 1957–1962 był instruktorem lotniczym w AeroklubIe Jeleniogórskim. W latach 1963–1970 był wiceprezesem Aeroklubu Kieleckiego. W czasie kariery lotniczej uzyskał nalot ogólny ponad 3500 godzin, w tym 570 na samolotach. Pochowany na cmentarzu komunalnym w Cedzynie w alei zasłużonych.

## Osiągnięcia sportowe
- W 1951 r. w VII Krajowych Zawodach Szybowcowych zajął 5. miejsce.
- W 1958 r. zwyciężył w eliminacjach kadry narodowej i został powołany na reprezentanta Polski na VII Szybowcowe Mistrzostwa Świata rozgrywane w Lesznie, po raz pierwszy rozgrywane w klasie standard.
- W dniach 15.06 – 29.06.1958 r. latając na nowo powstałym polskim szybowcu SZD-22 Mucha Standard zdobył 1. miejsce. Był to pierwszy mistrzowski tytuł dla Polski w szybowcowych mistrzostwach świata w historii.
- W 1959 r. w I Szybowcowych Mistrzostwach Alpejskich Austrii w Zell am See zajął 3. miejsce.
- W dniach 04.06 – 17.06.1960 r. w VIII Szybowcowych Mistrzostwach Świata w Kolonii w Niemczech zajął 3. miejsce i tytuł 2. wicemistrza świata w klasie standard, startując na szybowcu SZD-24 Foka.
- W 1961 r. Na szybowcowych mistrzostwach Francji uzyskał 5. miejsce.

## Mistrzostwa Świata
| Nazwa zawodów                      | Miejsce | Rok  | Klasa    | Szybowiec        | Miejsce |
| ---------------------------------- | ------- | ---- | -------- | ---------------- | ------- |
| VII Szybowcowe Mistrzostwa Świata  | Leszno  | 1958 | Standard | SZD-22 Mucha Std | Złoto   |
| VIII Szybowcowe Mistrzostwa Świata | Kolonia | 1960 | Standard | SZD-24 Foka      | Brąz    |

## Odznaczenia
- Medal Tańskiego za rok 1958.
- Diamentowa Odznaka Szybowcowa
- Tytuł i odznaka „Mistrz Sportu”
- Medal za zasługi dla obronności kraju
- Tytuł i odznaka Zasłużony Działacz Lotnictwa Sportowego